# Ernst Holzmann
Ernst Holzmann (* 30. Juni 1963 in Wien) ist ein österreichischer Beamter und Politiker (SPÖ). Er ist seit 2008 Abgeordneter zum Wiener Landtag und Gemeinderat.

## Ausbildung und Beruf
Holzmann besuchte nach der Pflichtschule von 1978 bis 1981 die Polizeipraktikantenschule und legte 1982 die Dienstprüfung ab. Er war von 1981 bis 1983 als Sicherheitswachebeamter tätig und von 1984 bis 1985 Zeitsoldat. Nachdem Holzmann 1986 als Taxilenker gearbeitet hatte, war er von 1986 bis 1991 als Chauffeur tätig und von 1991 bis 2001 Vertragsbediensteter am Bundesministerium für Land- und Forstwirtschaft, Umwelt und Wasserwirtschaft. 2001 wurde er zum Beamten ernannt.

## Politik
Holzmann ist seit 1985 Mitglied und Mitarbeiter der SPÖ-Simmering und seit 1997 Sektionsleiter der Sektion 9 in Simmering. Er war von 1999 bis 2008 Bezirksrat in Simmering und von 2001 bis 2008 Vorsitzender der Simmeringer Verkehrskommission. Holzmann ist seit 1995 Vorsitzender des Dienststellenausschusses der Personalvertretung am Bundesamt für Wasserwirtschaft und seit 2002 Mitglied des Zentralausschusses der Personalvertretung am Bundesministerium für Land- und Forstwirtschaft, Umwelt und Wasserwirtschaft. 
Ernst Holzmann ist seit dem 29. Oktober 2008 Abgeordneter zum Wiener Landtag und Mitglied des Gemeinderates der Stadt Wien. Er rückte nach dem Ausscheiden von Johann Hatzl in den Landtag und Gemeinderat nach. 

## Privates
Holzmann ist verheiratet und hat zwei Söhne.